# تعطیلات در مریخ
تعطیلات در مریخ (ایتالیایی: In vacanza su Marte) یک فیلم کمدی ایتالیایی به کارگردانی نری پارنتی است که در سال ۲۰۲۰ منتشر شد.

## بازیگران
- کریستین دسیکا
- ماسیمو بولدی
- پائولو میناچونی
- فیامتا چیکونیا
- میلنا ووکوتیک
- لوچیا ماشینو
- دنیز تانتوچی